# Guy Delvoie
Guy Delvoie (Maastricht, 1947) is een Belgisch jurist. Hij begon zijn loopbaan als advocaat en gaf daarnaast les aan de Vrije Universiteit Brussel. In 1980 trad hij aan als rechter van de Rechtbank van Eerste Aanleg in Brussel en wisselde in 1985 naar het Hof van Beroep. Hier bleef hij werkzaam, onder meer als voorzitter, tot hij benoemd werd tot rechter van het Joegoslavië-tribunaal.

## Levensloop
Delvoie studeerde vanaf 1968 rechten aan de Vrije Universiteit Brussel en behaalde daar zijn licentiaat in 1972. Van 1973 tot 1974 studeerde hij aan de school voor vergelijkende rechtswetenschappen van de Universiteit van Straatsburg. Later, eind jaren negentig, volgde hij nog verschillende studies op het gebied van rechtbankmanagement.
In 1972 begon hij als stagiair-advocaat van de Brusselse balie. Vervolgens maakte hij vanaf 1980 carrière als rechter: eerst aan de Rechtbank van Eerste Aanleg in Brussel tot 1985 en vervolgens van het Hof van Beroep van Brussel tot 2007. Bij het Hof was hij daarnaast van 1995 tot 2007 sectievoorzitter en van 1998 tot 2003 rechtbankmanager. In 2007 werd hij vervolgens eerste voorzitter van het Hof, wat hem als zodanig tevens lid maakte van de Hoge Raad voor de Justitie.
De Gazet van Antwerpen omschreef hem in 2007 als topmanager van het grootste en moeilijkst te beheren Belgische Hof van Beroep. Een bepalende rol had hij hier onder meer in de hoger beroepszaak van Fortis die was aangespannen door de aandeelhouders. In deze zaak weigerde hij het verzoek van de procureur-generaal te honoreren de voltallige kamer te vervangen. Als reden hiervoor gaf hij zijn vermoeden van politieke inmenging door minister Jo Vandeurzen die zou trachten de negatieve gevolgen voor de regering te voorkomen. Onder aansturing van Delvoie volgde een directe velling. De uitkomst was een negatief arrest dat de val inluidde van de regering-Leterme I.
Parallel doorliep hij een academische loopbaan aan de Vrije Universiteit van Brussel. Hier werd hij in 1974 assistent-hoogleraar familierecht en van 1985 tot 1990 hoogleraar in de ethiek van de juridische professie. Vervolgens wisselde hij naar een Vlaamse bedrijfshogeschool voor de periode van 1991 tot 1996.
In 1987 richtte hij daarnaast het Tijdschrift voor Belgisch Burgerlijk Recht op en bleef hieraan verbonden als hoofdredacteur tot 1997. Verder was hij van 1987 tot 1991 lid van de geschillenraad van de niet-publieke radio- en televisieomroepen en enkele internationale commissies en besturen.
In 2009 verliet hij het Hof van Beroep en trad hij aan als rechter van het Joegoslavië-tribunaal in Den Haag. Delvoie had tot op dat moment nagenoeg geen ervaring op het gebied van strafrecht. Hier is hij een van de rechters in de zaak tegen Goran Hadžić. Zijn termijn werd enkele malen verlengd, waaronder in resolutie 2081 tot 31 december 2013 of tot afloop van zijn zaak.